# 3620 Platonov
3620 Platonov eller 1981 RU2 är en asteroid i huvudbältet som upptäcktes den 7 september 1981 av den rysk-sovjetiska astronomen Ljudmila Karatjkina vid Krims astrofysiska observatorium på Krim. Den har fått sitt namn efter den ryske författaren Andrej Platonov.
Asteroiden har en diameter på ungefär tolv kilometer och den tillhör asteroidgruppen Eos.